# Serežani
Serežani (od madž. sereg: vojska) su vojnici u serežanskoj četi. Postrojbe serežana bile su ustrojene nakon Karlovačkoga mira 1699. Postojale su sve do razvojačenja Vojne krajine 1873. Činile su ih neredovite vojne postrojbe koje su koje su bile naoružane puškama, pištoljima i jataganima. Nadzirali su granice s Osmanskim Carstvom, provodili su sanitarne zakone i carinske poslove, a kao vrsta vojnoga redarstva bili su zaduženi i za održavanje reda unutar pukovnija kojima su pripadali. U sastavu krajiških pukovnija nalazio se po jedan odjel serežana pod zapovjedništvom oberbaše ili harambaše, a niži serežanski zapovjednici bili su unterbaše ili vicebaše. U 19. st. na cijelom području Hrvatske i Slavonske krajine bila je ustrojena četa od 360 serežana, koja se dijelila na krila pod satnikom, a ova na desetine pod stražarmeštrom ili nadserežaninom.